# Loudy Wiggins
Khuloud Loudy Wiggins (* 7. Juli 1979 in Haifa, Israel) ist eine ehemalige australische Wasserspringerin. Bis zu ihrer Heirat mit dem Australian-Football-Spieler Simon Wiggins im Frühjahr 2007 trat sie unter ihrem Geburtsnamen als Loudy Tourky in Erscheinung.
Die nur 1,47 Meter große Loudy Wiggins lebte und trainierte unter Salvador Sobrino im australischen Sydney. Ihren ersten internationalen Erfolg hatte sie 1997 beim FINA-Worldcup mit einem 9. Platz beim Kunstspringen vom 3-Meter-Brett. 1998 wiederholte sie diesen Erfolg und 1999 erreichte sie den vierten Platz. 
Bei den Olympischen Sommerspielen 2000 in Sydney gewann sie mit ihrer Partnerin Rebecca Gilmore Bronze im Synchronspringen vom 10-Meter-Turm, hinter den aus China stammenden Li Na und Sang Xue (Gold) und den Kanadiern Émilie Heymans und Anne Montminy (Silber), sowie Platz 4 im Synchronspringen vom 3-Meter-Brett. Bei den im gleichen Jahr stattfindenden Weltmeisterschaften erreichte sie Platz 3 vom 10-Meter-Turm. Bei den Weltmeisterschaften 2001 wurde sie in der Einzeldisziplin vom 10-Meter-Turm Dritte und im Synchronspringen jeweils Fünfte vom 3-Meter-Brett und 10-Meter-Turm.
Bei den Olympischen Sommerspielen 2004 in Athen gewann sie erneut Bronze, diesmal in der Einzelkonkurrenz vom 10-Meter-Turm, hinter der Australierin Chantelle Newbery (Gold) und der Chinesin Lishi Lao (Silber). Bei den Schwimmweltmeisterschaften 2005 in Montreal gewann sie ebenfalls in der Einzelkonkurrenz vom 10-Meter-Turm die Silbermedaille, hinter der Amerikanerin Laura Wilkinson (Gold) und vor der Chinesin Tong Jia (Bronze).
2006 gelang es Wiggins trotz einer Verletzung das Synchronspringen von der 10-Meter-Plattform (mit ihrer Partnerin Chantelle Newbery) und im Einzel zwei Goldmedaillen zu gewinnen. 2008 plante sie erneut mit Newbery an den Olympischen Sommerspielen in Peking teilzunehmen, eine weitere Verletzung verhinderte dies aber.
Nach den Olympischen Spielen 2008 beendete Wiggins ihre aktive Laufbahn. Sie lebt heute in Melbourne.